# Maximilian Claus
Maximilian Claus, auch Max Claus, (* 1. März 1982 in Ost-Berlin) ist ein deutscher Schauspieler.

## Leben
Claus wurde in Berlin-Mitte im ehemaligen Krankenhaus der Volkspolizei (heute: Bundeswehrkrankenhaus) geboren. Er wuchs in Berlin-Hellersdorf in einer Plattenbausiedlung auf.
Claus absolvierte von 2002 bis 2006 eine Schauspielausbildung an der Theaterakademie Vorpommern. Danach arbeitete er zunächst ausschließlich als Theaterschauspieler. Er spielte auf der Theaterbühne ein breites Repertoire, das Dramen von William Shakespeare, die deutschsprachigen Autoren der Klassik und Romantik, aber auch Stücke der Jahrhundertwende, der Moderne und des zeitgenössischen Theaters umfasste. 
Sein erstes Festengagement hatte er 2004–2006 an der Vorpommerschen Landesbühne, wo er unter anderem die Titelrolle des Fiesco in Die Verschwörung des Fiesco zu Genua (2004), den Gangster Giuseppe Givola in Der aufhaltsame Aufstieg des Arturo Ui (2005) und Florindo in Der Diener zweier Herren (2006) spielte. 
Von 2006 bis 2009 war er festes Ensemblemitglied am Anhaltischen Theater in Dessau (2006–2009). Zu seinen Bühnenrollen dort gehörten unter anderem: Peter Munk in Das kalte Herz (2006), Wurm in Kabale und Liebe (2007), Sebastian in Was ihr wollt (2007), Michael in Das Fest von Thomas Vinterberg (2007), der Soldat in Die Geisel von Brendan Behan (2008) und der stotternde junge Mitpatient Billy Bibbit in Einer flog über das Kuckucksnest (2009). 2008 übernahm er am Anhaltischen Theater Dessau die Titelrolle in Goethes Schauspiel Faust.
Gastverträge hatte er am Theater Konstanz (2010), am Theater am Kurfürstendamm (2011) und an der Comödie Dresden (2011). 2010 verkörperte er am Off-Theater Theaterforum Kreuzberg in Berlin-Kreuzberg die Titelrolle in Arthur Schnitzlers Anatol. 2011 spielte er am Theater am Kurfürstendamm die Rolle des Reklamezeichners und Grafikers Peter Stutz in der musikalischen Komödie Die wilde Auguste, mit der er auch auf Tournee ging.
Von Juni 2011 bis November 2011 spielte Claus in der RTL-Seifenoper Unter uns. Er verkörperte den Referendar Erik Hansen und besten Freund der Serienfigur Henning Fink. Im April 2012 wurde bekannt, dass Claus ab Sommer 2012 zu der Serie Unter Uns zurückkehren soll. Eine Fangruppe bei Facebook hatte das Comeback initiiert, da sie eine Petition für die Rolle Erik Hansen gestartet hatte. In der 5. Staffel der ZDF-Serie Bettys Diagnose (2018) hatte Claus eine Episodennebenrolle als neuer Lebensgefährte einer Patientin. In der 17. Staffel der ZDF-Serie SOKO Köln (2019) spielte er eine Episodenhauptrolle als tatverdächtiger Mathematik- und Deutschlehrer, der eine Affäre mit einer minderjährigen Schülerin hat. 
Mit seinen Unter uns-Kollegen Claudelle Deckert (Eva Wagner), Lars Steinhöfel (Ingo „Easy“ Winter), Patrick Müller (Tobias Lassner) und Joy Lee Juana Abiola-Müller (Micki Fink) nahm er im Mai 2013 an der VOX-Sendung Das perfekte Promi-Dinner teil.
Claus lebt in Berlin und in Köln. Seit 2014 ist er mit der Schauspielerin Tatjana Kästel liiert.

## Filmografie (Auswahl)
- 2010: Vertrauen ist gut, Kontrolle ist besser (Kurzfilm)
- 2010: Fischen (Kurzfilm)
- 2011: Unter uns (Nebenrolle als Erik Hansen)
- 2012–2013: Unter uns (als Erik Hansen)
- 2014: Verbotene Liebe (Folge 4607: Offenen Auges, als Jeremy Hartwich)
- 2016: Alles was zählt:  (als Falco Pachelhuber)
- 2018: Bettys Diagnose: Nur ein Spiel (Fernsehserie, eine Folge)
- 2019: SOKO Köln: Blackout (Fernsehserie, eine Folge)
- 2019: SOKO Stuttgart: Böser Wolf (Fernsehserie, eine Folge)
- 2021: Notruf Hafenkante: Nur ein Atemzug (Fernsehserie, eine Folge)
- 2022: SOKO Köln: Der Tod kommt selbst ins Wohnmobil (Fernsehserie, eine Folge)
- 2025: Bettys Diagnose: Mitten ins Herz (Fernsehserie, eine Folge)